# Karlstad
Karlstad je švédské město, hlavní město provincie Värmland. Město leží na břehu největšího švédského jezera Vänern. V roce 2010 mělo 61 685 obyvatel. Město Karlstad je pokládáno za jedno z nejslunečnějších měst ve Švédsku. Karlstad je sídlem několika středních škol a také vysoké školy (Karlstads universitet). Městem prochází silnice E18, také je zde letiště Karlstad. 

## Historie
Kořeny města sahají až do období Vikingů před rokem 1000 našeho letopočtu. Statut města udělil Karlstadu 5. března 1584 švédský vévoda Charles, který byl později korunován králem Švédska, jako Karel IX.

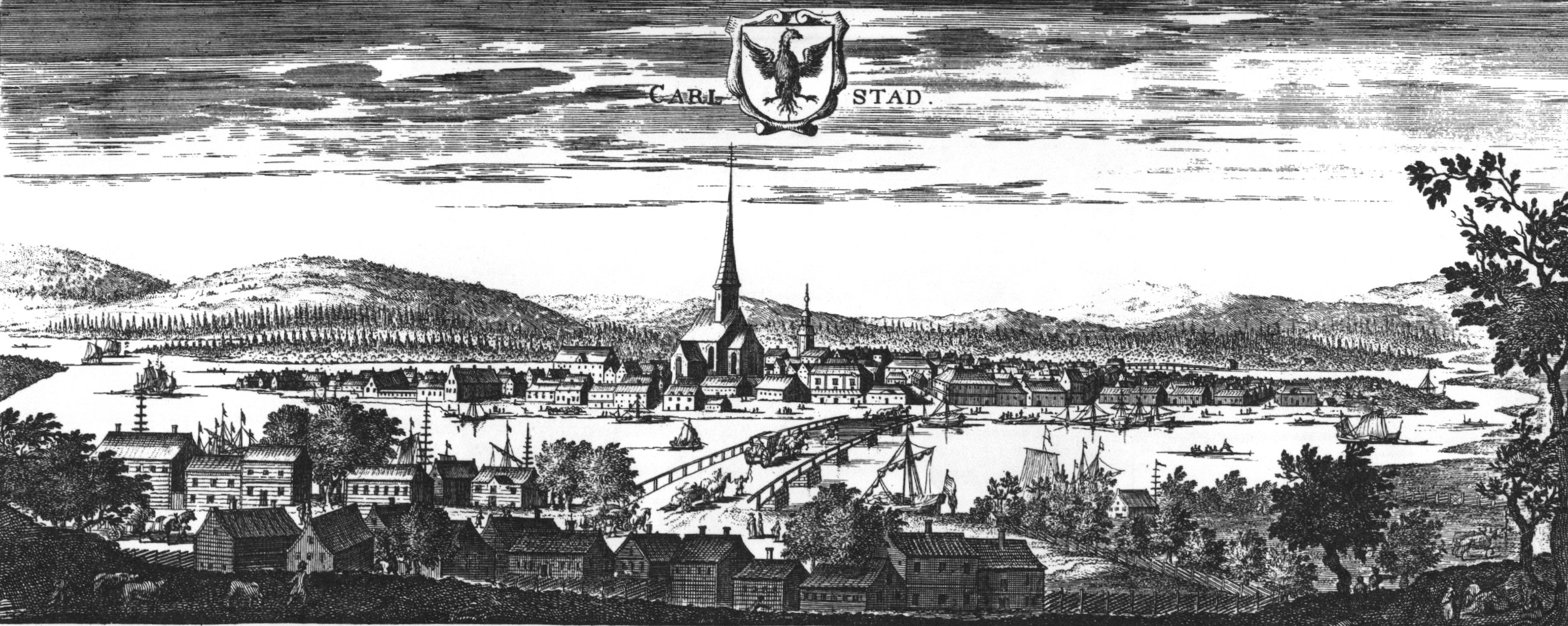
Město okolo roku 1700

Město odvozuje svůj název od krále – Karlstad znamená Karlovo město. Vévoda také ustanovil Karlstad regionálním hlavním městem a přidělil mu značné množství pozemků. Ve městě si vévoda postavil dům, který se nazývá Kungsgården. Na tomto místě v letech 1724–1730 postavil Christian Haller katedrálu.
Karlstad se významným způsobem zapsal do moderních dějin celého Švédska. V noci 7. března 1809 část švédské armády, které velel podplukovník Georg Adlersparre, obsadila Karlstad. Zde podplukovník 9. března oficiálně vyhlásil úmysl svrhnout švédského krále, kterým byl tehdy Gustav IV. Adolf. Švédská armáda poté zahájila pochod na Stockholm, kde 13. března krále zajala a uvěznila.
Karlstad utrpěl čtyři velké požáry. Při posledním požáru 2. července 1865 bylo – kromě katedrály a několika domů – prakticky celé město zničeno. Karlstad byl potom přestavěn podle v moderním stylu se širokými ulicemi, obklopenými stromy. V roce 1905 byla v Karlstadu podepsána dohoda o zrušení unie mezi Norskem a Švédskem.

## Sport

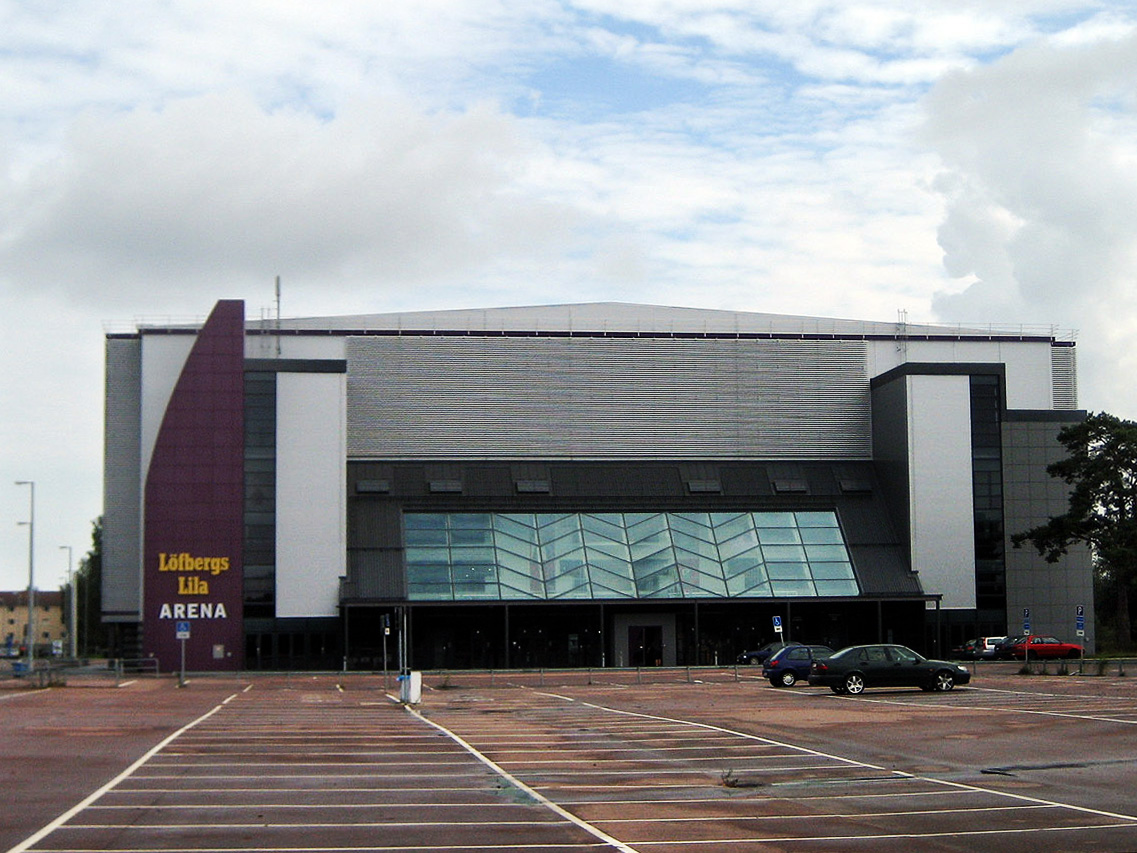
Sportovní aréna

V Karlstadu je oblíbeným sportem lední hokej. Nejpopulárnějším hokejovým klubem je Färjestads BK. Tým hraje ve švédské nejvyšší soutěži a několikrát vyhrál švédský šampionát, naposledy v roce 2022. Je nejúspěšnějším mužstvem ve Švédsku od roku 1975, kdy byla zřízena švédská Elitserien. Za hokejový tým Färjestads BK hráli i známí švédští hokejisté Håkan Loob a Jörgen Jönsson. Další hokejové kluby působí v nižších soutěžích.
Ve městě je i několik fotbalových klubů, ale v současnosti žádný z nich nehraje ve švédské nejvyšší soutěži. Ve městě se provozují i další populární sporty. Bandy – kolektivní míčový sport hraný na ledové ploše – je snad nejvíce populárním sportem ve městě. Město je domovem dvou historicky nejúspěšnějších klubů ve Švédsku, Boltic a IF-Karlstad Göta. V roce 2000 byly oba dva kluby sloučeny do BS BolticGöta. Americký fotbal je ve městě zastoupen klubem Carlstad Crusaders, který působí ve švédské nejvyšší soutěži a roku 2010 vyhrál švédský šampionát. Dalším prominentním sportovním klubem v Karlstadu je OK Tyr, jeden z největších švédských klubů zaměřených na orientační běh, sídlí zde také Mezinárodní federace orientačního běhu (IOF).

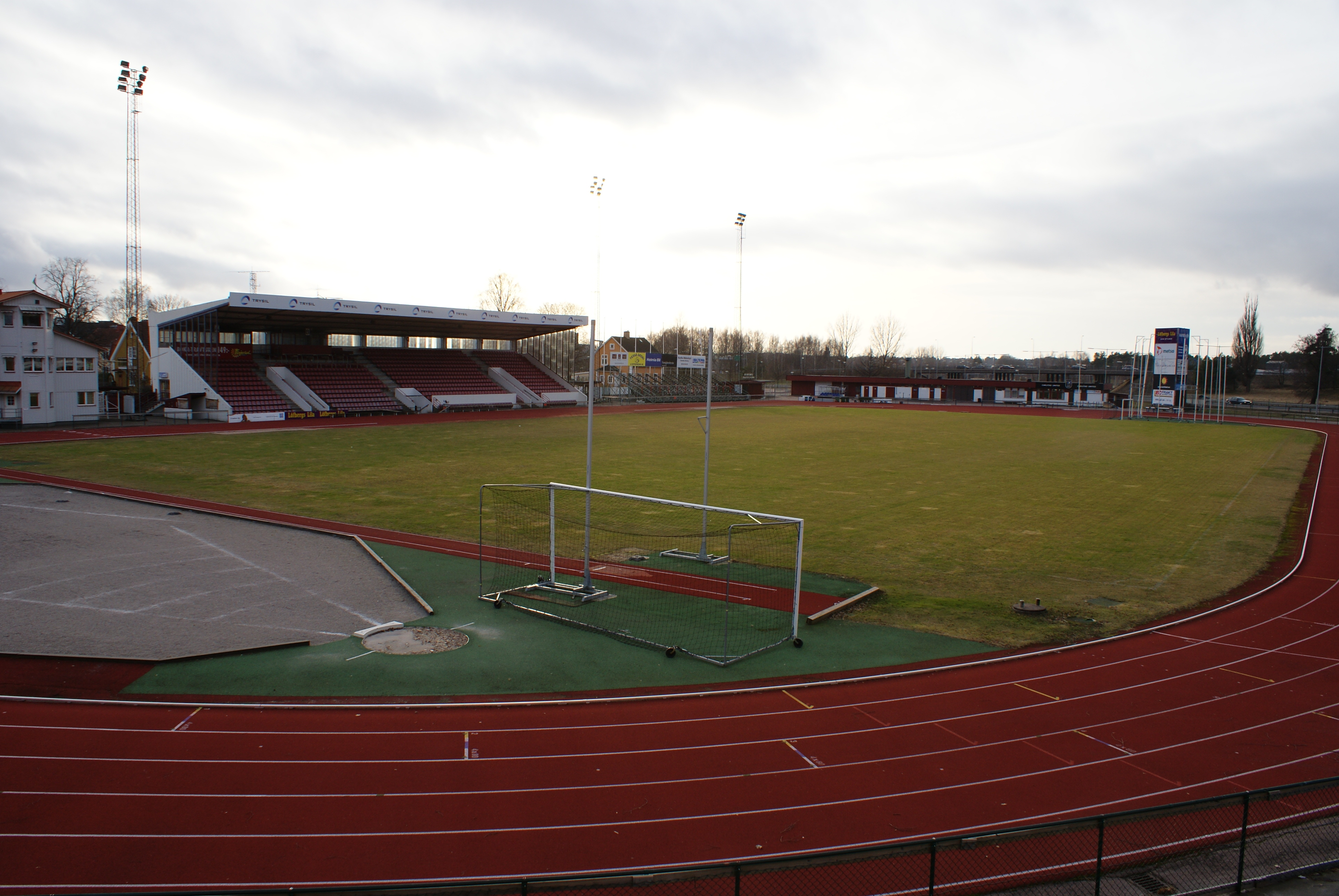
Atletický stadion

Sportovní komplex Tingvalla, který zahrnuje i zimní stadion, postavený v roce 1967, má jednu z největších umělých ledových ploch v Evropě. V současné době se čeká na rozhodnutí města, týkající se rekonstrukce zimního stadionu.
Součástí sportovního komplexu Tingvalla je též atletický stadion, kde se už desítky let každoročně pořádá mítink nazvaný Götagalan za účasti známých sportovců. Z českých reprezentantů na mítinku v minulosti pravidelně závodil např. Ludvík Daněk.
Karlstad je hostitelem mezinárodních sportovních soutěží. Konalo se tu např. Mistrovství světa IIHF v inline hokeji 2010, na němž české reprezentační mužstvo získalo stříbrné medaile. Karlstad je také pravidelným místem startu a cíle rychlostních zkoušek na Švédské rallye.
Zajímavostí města je 90 km dlouhá asfaltová trať určená pro sportovní veřejnost. Jezdí na ní cyklisté, lyžaři na kolečkových lyžích a bruslaři na kolečkových bruslích. V okolí města je mnoho pilinami upravených cest pro jogging, z nichž některé jsou osvětlené. Během zimního období se část těchto cest mění na lyžařské tratě.

## Slavní rodáci a další osobnosti
- Stefan Holm – skokan do výšky,
- Ulf Sterner – hokejista,
- Jonas Leandersson – orientační běžec.

Roku 1859 v Karlstadu zemřel švédský botanik Carl Adolf Agardh.

## Galerie

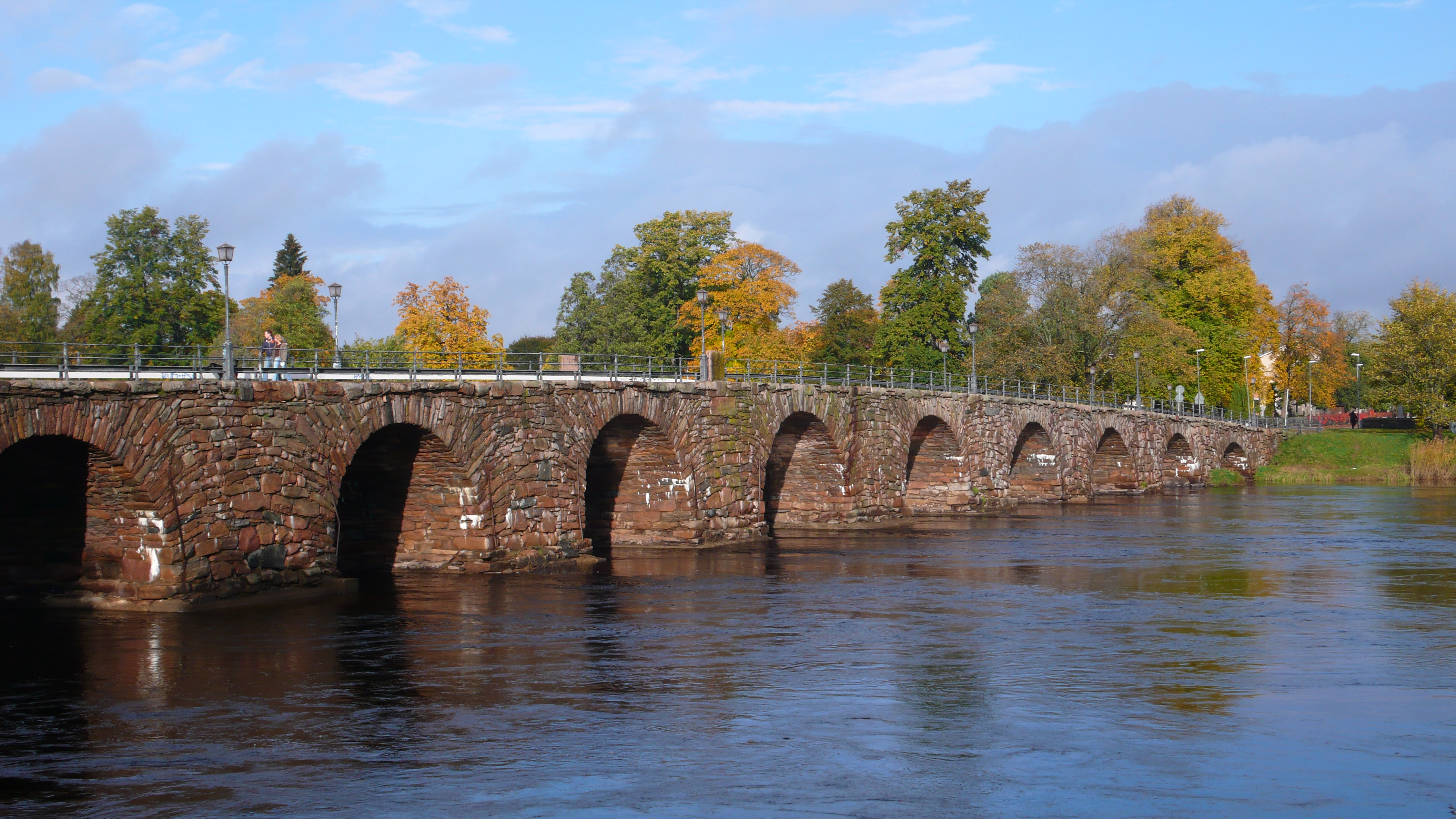
Most (Östra bron)
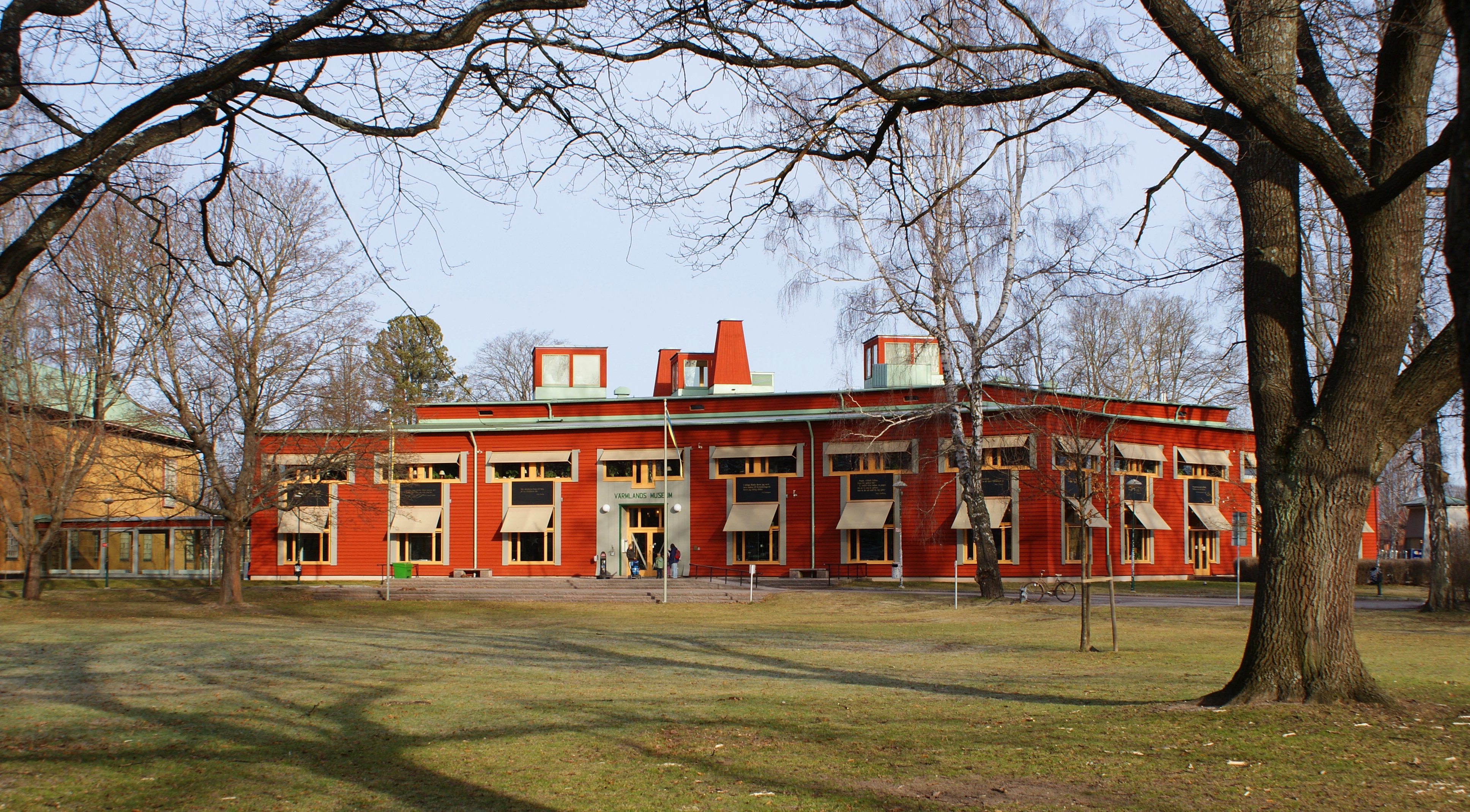
Muzeum
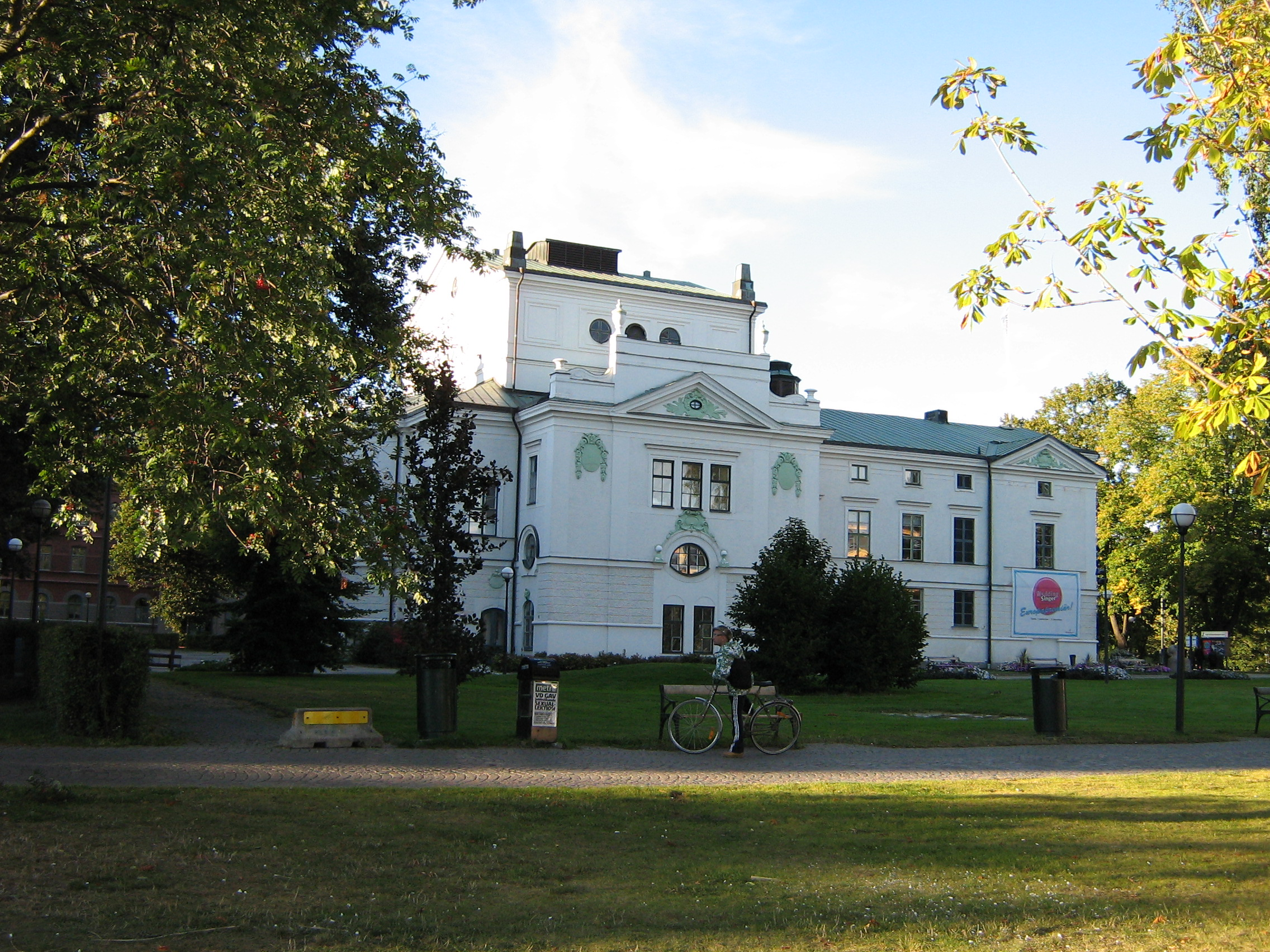
Divadlo
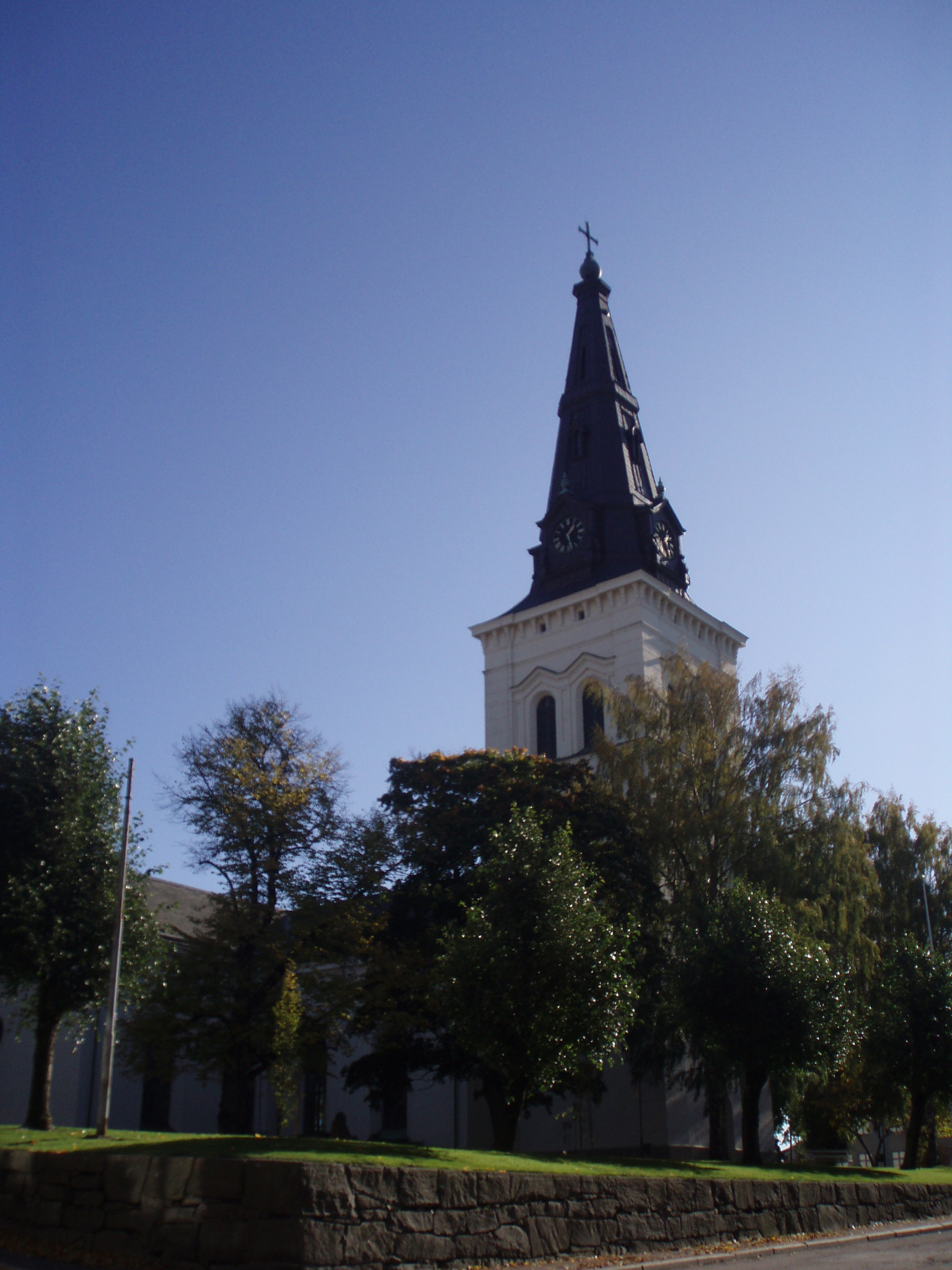
Katedrála
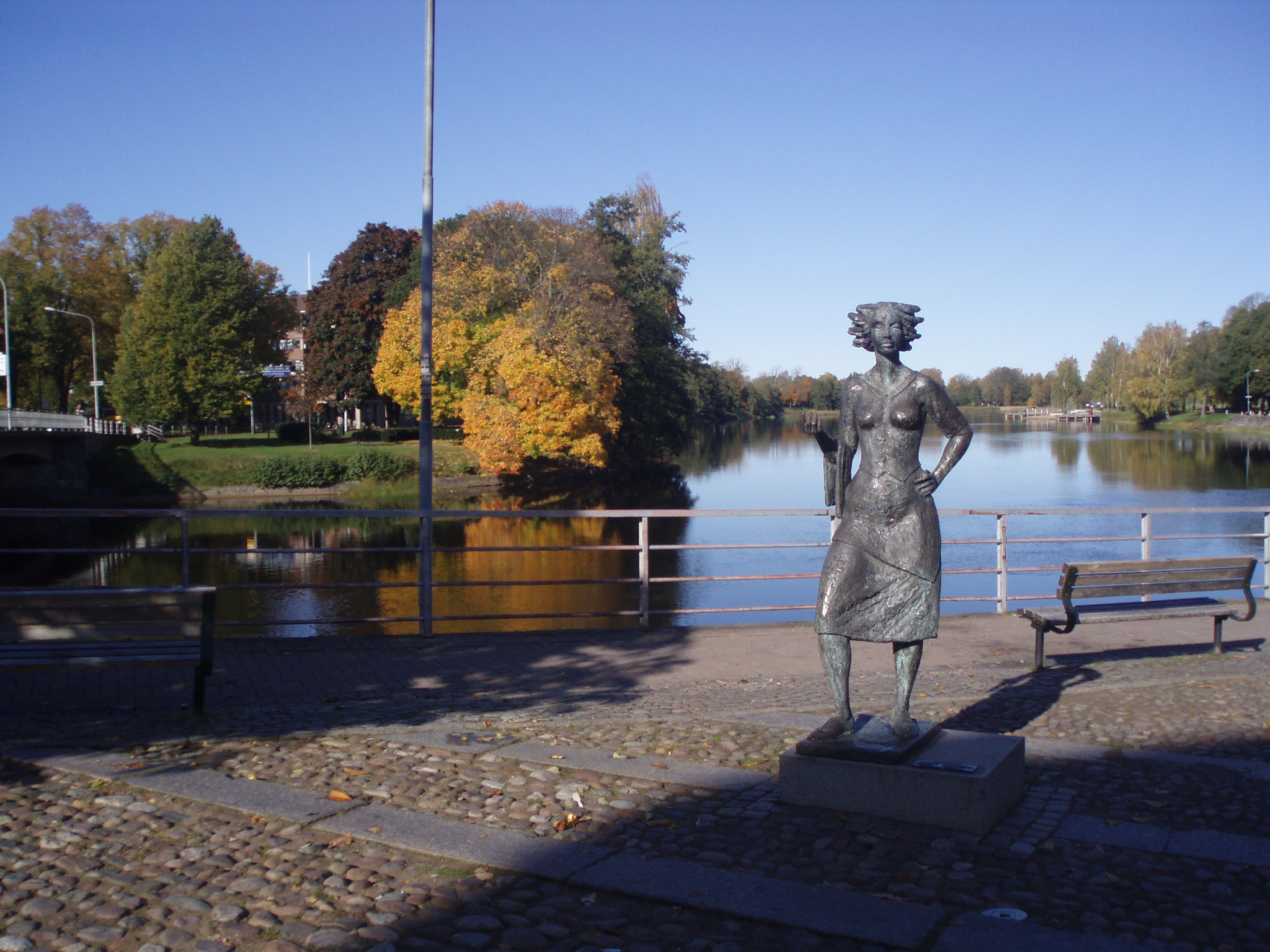
Socha dívky
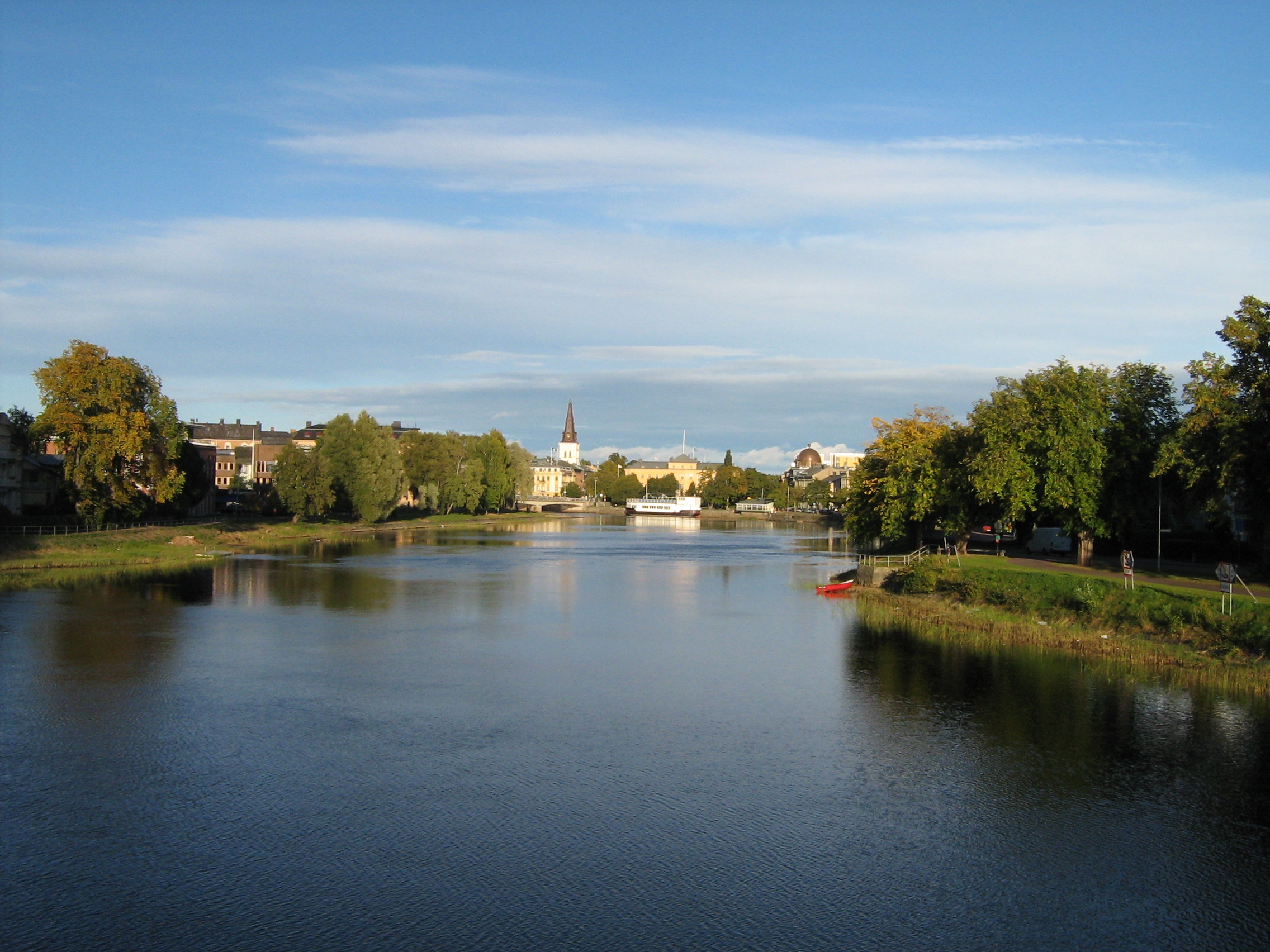
Pohled na centrum města od jihu
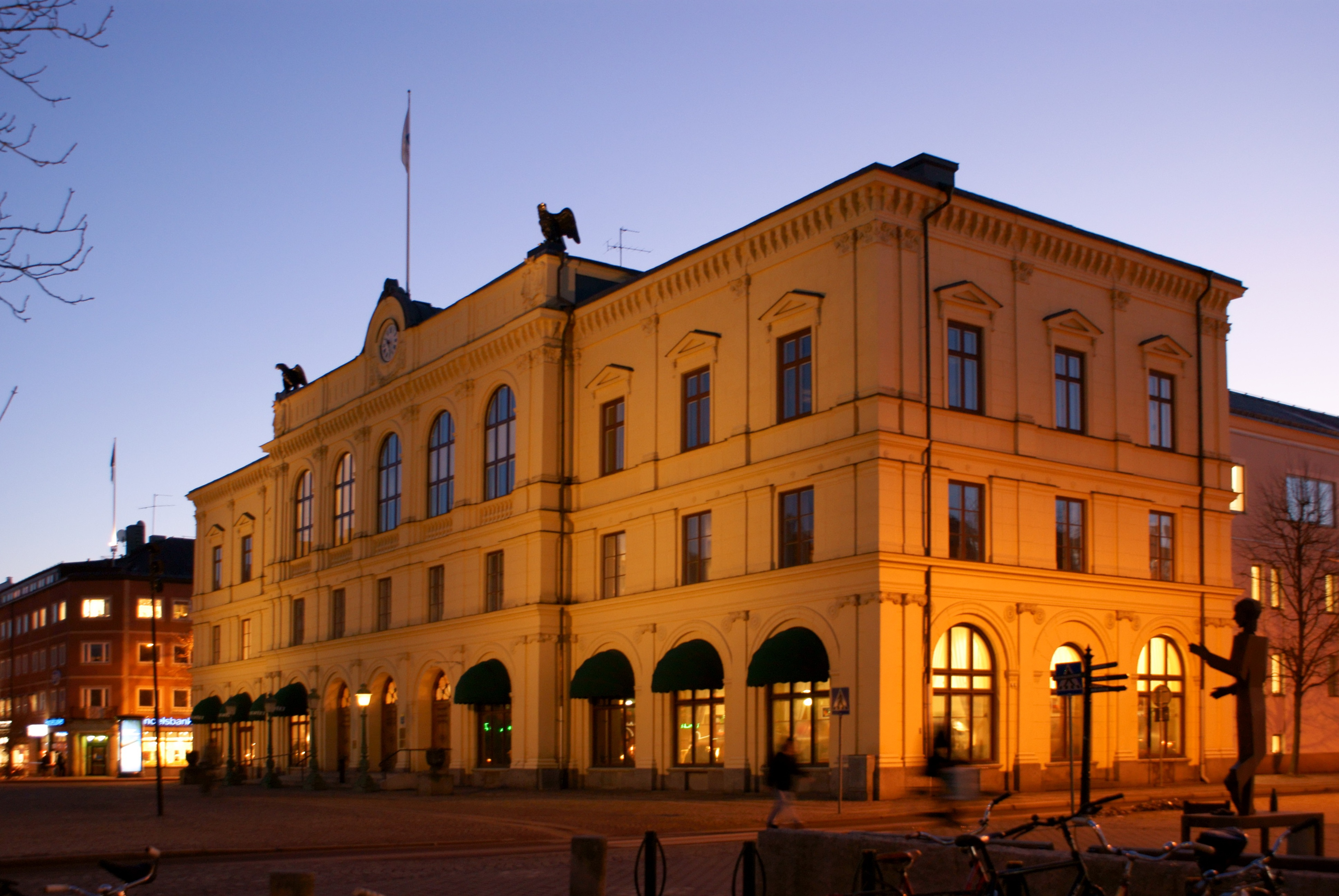
Radnice

## Partnerská města
- Moss, Norsko
- Nokia, Finsko
- Horsens, Dánsko
- Blönduós, Island
- Jõgeva, Estonsko (1992)[1]

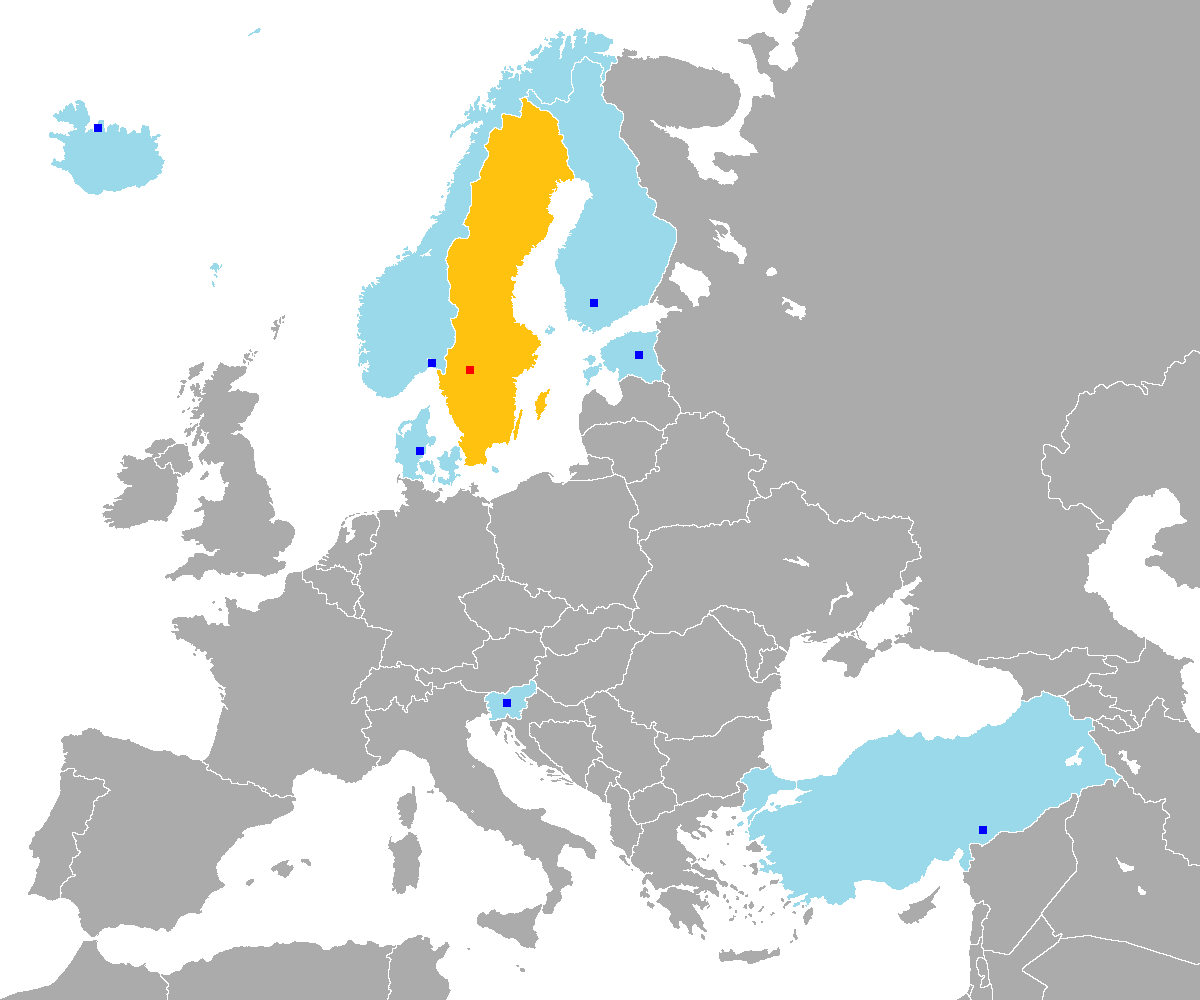
Partnerská města na mapě Evropy

- Lublaň, Slovinsko (2008)[2]
- Gaziantep, Turecko (2008)[3]